# Химилкон I
Химилкон I или Хамилкон I е картагенски сицилиански владетел, който е начело на пуническите владения в Западна Сицилия след загубата в битката при Химера от 480 г. пр.н.е.
Историческите сведения предават, че е начело на западносицилианските пунически /предходно финикийски/ владения от 460 г. пр.н.е. до около 410 г. пр.н.е., които остават верни на Картаген. След картагенския успешен реванш във втората битка при Химера, цяла Западна Сицилия отново е поставена под пряката власт на пунически Картаген.